# Strahov (distrito de Praga)

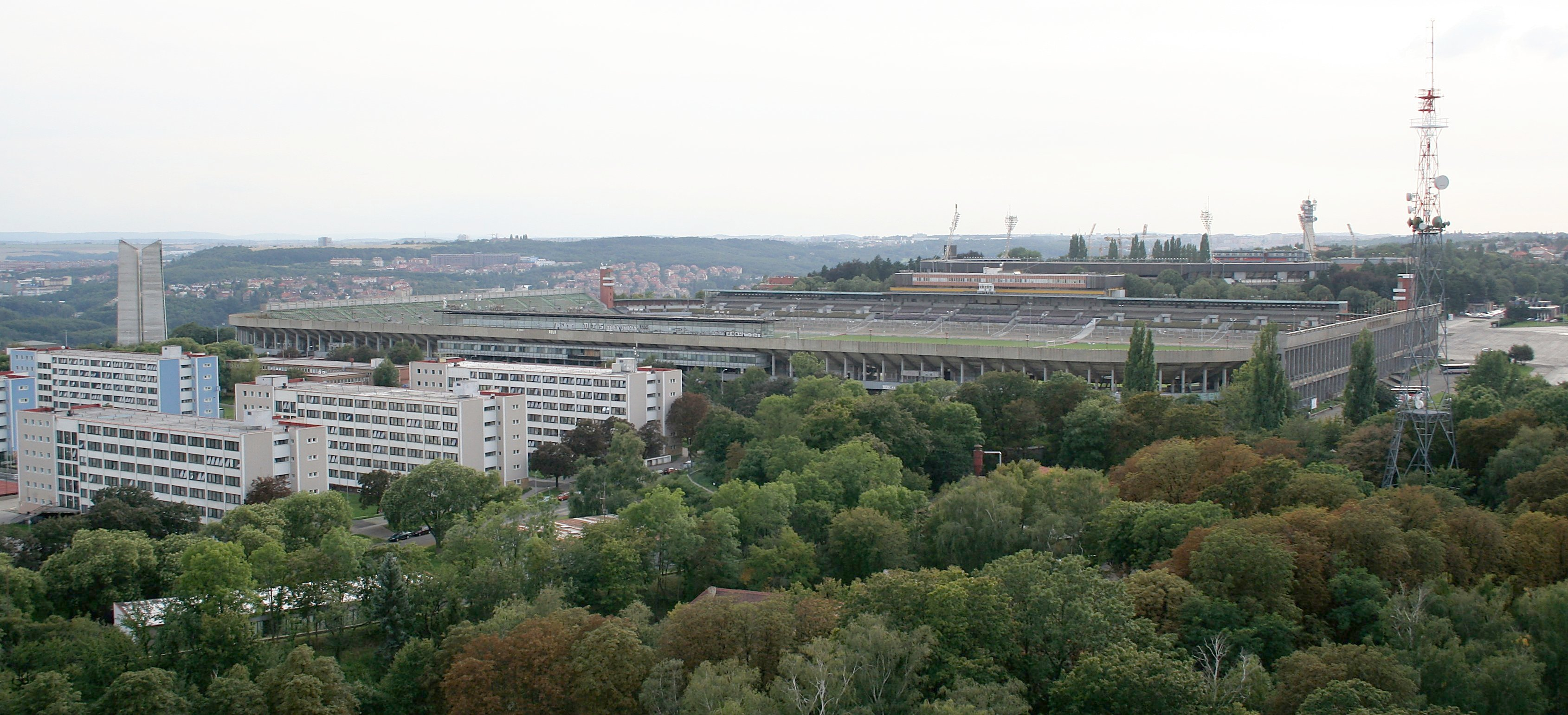
Vista aérea de Strahov, en la que predominan las enormes instalaciones del estadio de fútbol y los apartamentos de la universidad.

Strahov es un distrito de Praga, la capital de la República Checa. Se encuentra en la orilla oeste del río Moldava, al oeste de la colina Petřín, Malá Strana y Hradčany. Limita con los distritos de Břevnov, Smíchov, Košíře, Střešovice y Malá Strana.

## Lugares importantes
En Strahov se encuentra el premonstratense monasterio de Strahov (en checo: Strahovský klášter), el observatorio de Štefánik (Štefánikova hvězdárna) y el Gran estadio de Strahov (Velký strahovský stadion), un antiguo estadio deportivo que fue, en su momento, el más grande del mundo y famosa sede de las Espartaquiadas. En el complejo deportivo Strahov también se encuentra el Estadio Evžen Rošický, más pequeño en capacidad.
En tiempos del comunismo hubo un perturbador de radiofrecuencia cuya misión era bloquear las transmisiones de Radio Europa Libre. También hay un gran bloque de apartamentos de la Universidad Técnica Checa en Praga (ČVUT) en Strahov. El barrio es mencionado en Cuentos de Mala Strana, de Jan Neruda: "Estaba sentado bajo los arcos de madera de la taberna Los Tres Lirios, situada en las inmediaciones de la puerta de Strahov. Era una pequeña taberna frecuentada en el pasado fundamentalmente los domingos, cuando en la sala, junto al piano, bailaban los cadetes y los suboficiales".

## Imágenes

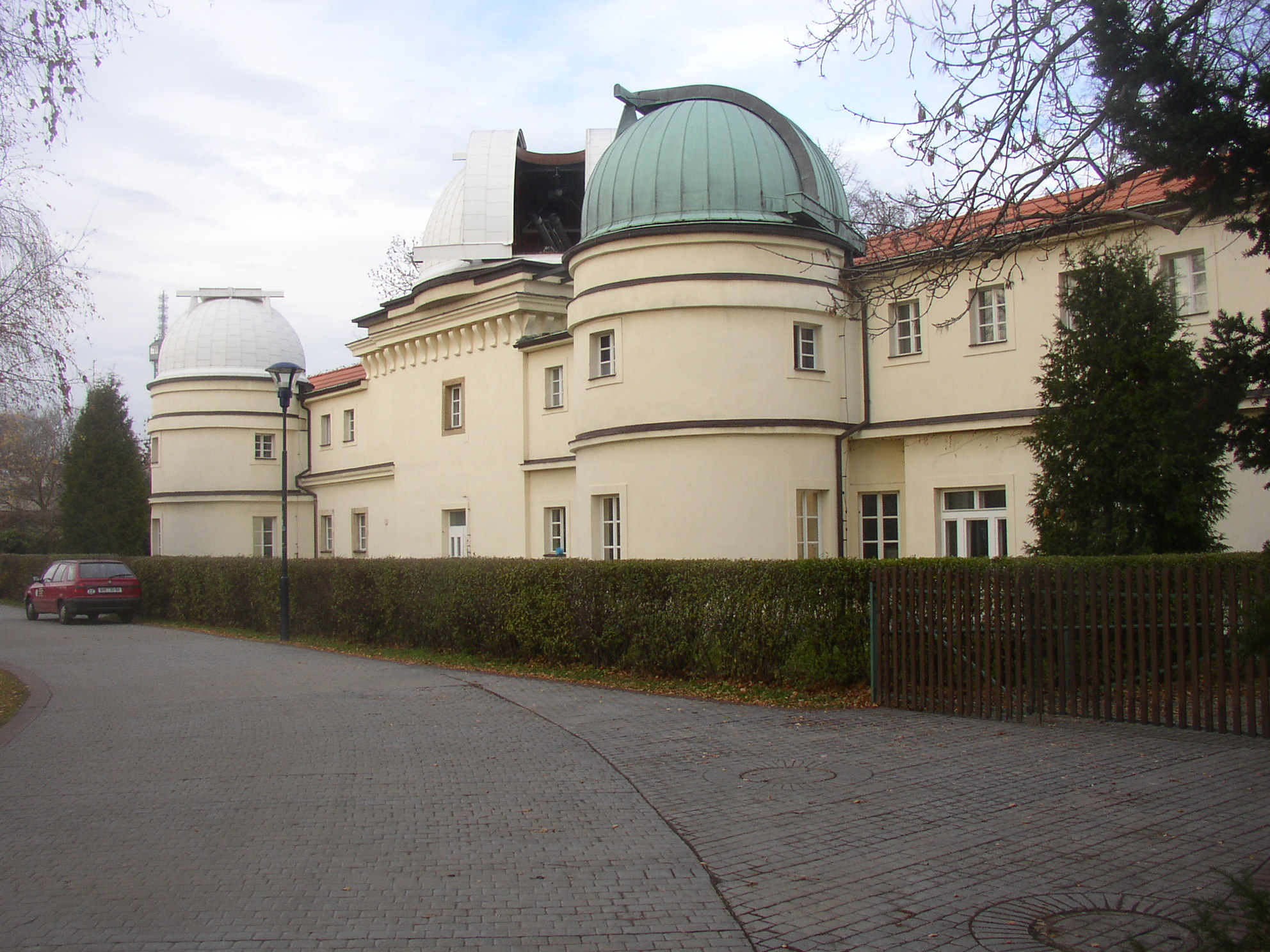
El observatorio Štefánik visto desde el sur.
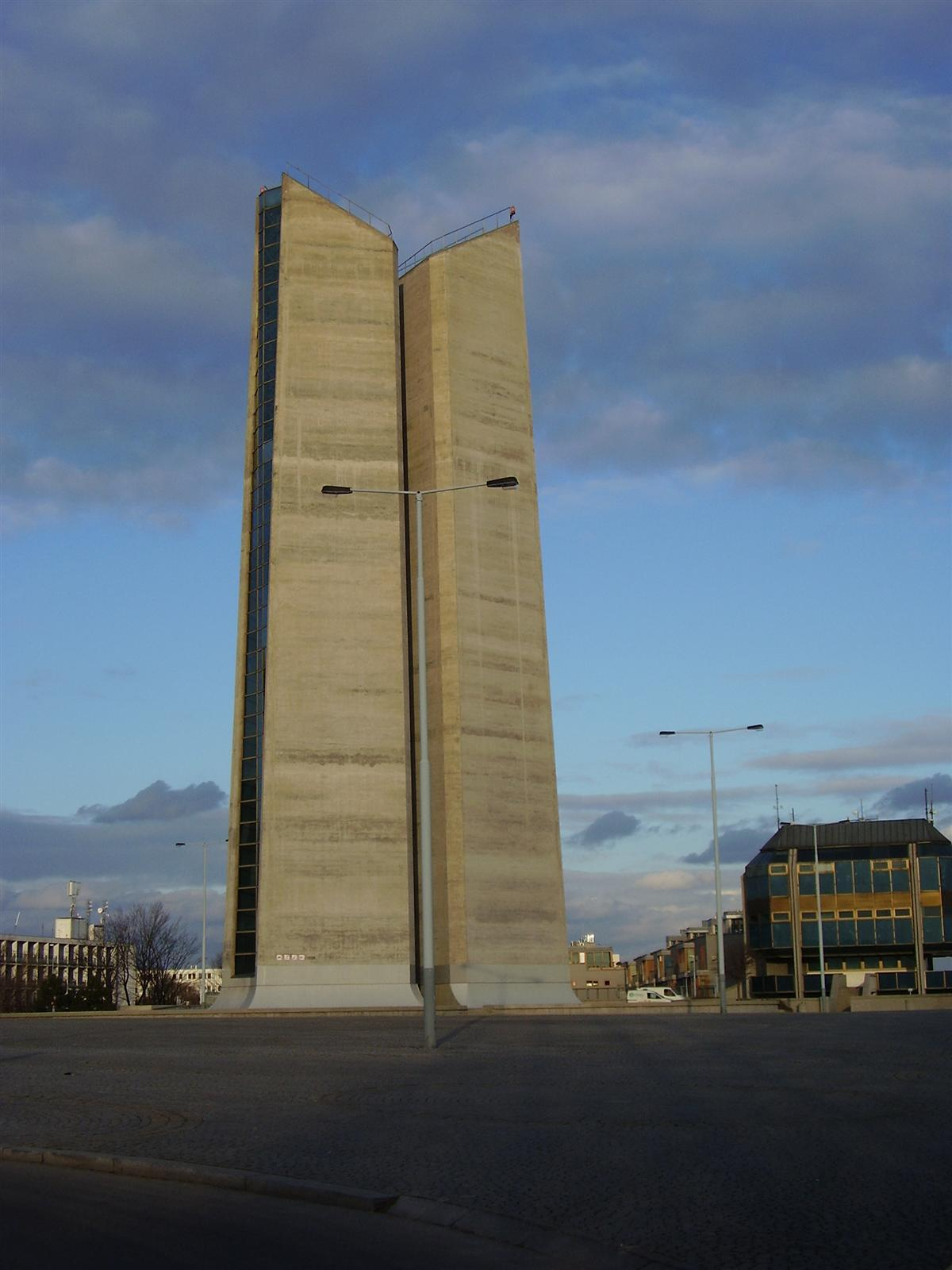
La torre de ventilación del túnel que discurre bajo Strahov.